# Dt&C
주식회사 Dt&C는 경기도 용인시에 본사를 둔 과학기술 서비스 기업이다.